# Hont-Pázmány János
Gimesi Hont-Pázmány János (? – 1301. november 8. előtt) magyar katolikus főpap, kánonjogi doktor, királyi kancellár.

## Élete
Apja András tárnokispán (comes udvornicorum), IV. Béla kedvelt híve volt. 1273-tól budai prépost, 1274-ben IV. Lászlótól birtokot kapott Nyitra vármegyében. 1276-ban – mint nyitrai főesperes – királyi kápolnaispán (comes capelle). Zsoldos Attila Magyarország világi archontológiájában először 1277-ben, majd – a Magyar Archontológiában csak – 1278. június 10-től budai, 1278. július 8. és szeptember 28. között budai és választott székesfehérvári prépostként; október 10-től választott kalocsai érsekként királyi alkancellár.
1278. október 10. – vagy 1279. január 30. – és 1281 között választott, 1282 és 1301 között tényleges kalocsai érsek (III. Miklós pápa június 13-án erősítette meg). Zsoldos Attila Magyarország világi archontológiájában 1278 és 1279 között, majd 1290 és 1301 között királyi kancellár, a III. András király mellé rendelt tanács tagja. Lodomér érsek mellett a királyt támogató főpapok egyik vezetője volt.
1291-ben részt vett a nyugati végek várait elfoglaló Albert osztrák herceg elleni sikeres hadjáratban, és a béketárgyalásokon.
III. András halála után a Vencel-párti főurak egyik vezetőjeként lépett fel (a főpapok közül gyakorlatilag csak Bicskei Gergely állt a pápa szándékának megfelelően Károly Róbert mellé). 1301. augusztus 27-én Székesfehérvárott magyar királlyá koronázta Vencelt, amiért a királytól szeptember 26-án Palocsa várát kapta. Október 16-án VIII. Bonifác pápa a Szentszék elé idéztette a koronázásért, amiről álláspontja szerint csak a Szentszéknek volt joga intézkedni. János rövidesen ezután elhunyt.
Pecsétjének (57×36 mm) képe 1291-ből maradt fenn, állatfejekkel és madárlábakkal díszített lábzsámolyos faldistoriumon ülő főpap, fején mitra, vállán palliummal. Jobbját áldásra emeli, baljában pásztorbot, melynek feje, áttörve a köriratot határoló vonalat, annak betűi között helyezkedik el. A köriratot kívül egyszerű, belül kettős vonalkör határolja.